# Национальная библиотека (Манагуа)
Национальная библиотека «Рубен Дарио» (исп. la Biblioteca nacional Rubén Darío de Nicaragua) — государственная библиотека, расположенная во Дворце культуры в центральной части города Манагуа.
Исторически является крупнейшей библиотекой в стране.

## История
Создание государственных библиотек на территории Никарагуа началось в 1881 году, когда по распоряжению правительства в столице страны (которой с 1858 года стал город Манагуа) был создан Национальный архив (при котором в 1882 году начала работу Национальная библиотека). В 1880-е годы здесь помощником библиотекаря работал поэт Рубен Дарио (в честь которого она позднее была названа).
В первые годы существования библиотеки фонды насчитывали 5 тыс. книг. В дальнейшем, в условиях политической нестабильности (в период с 1912 до 1925 года и с 1926 по 1933 год Никарагуа была оккупирована войсками США, в 1927—1934 годы под руководством генерала А. Сандино шла национально-освободительная война, а после убийства генерала Сандино в феврале 1934 года в стране была установлена диктатура семейства Сомоса) пополнение фондов проходило медленно.
В результате сильного землетрясения 31 марта 1931 года в Манагуа библиотека пострадала, но позднее она была восстановлена.
В 1971 году в библиотеке имелось 40,4 тыс. томов.
В результате сильного землетрясения 23 декабря 1972 года библиотека пострадала и была ограблена, но позднее она была восстановлена (и переведена в другое здание).
После победы Сандинистской революции 19 июня 1979 года в стране началась кампания по ликвидации неграмотности, были открыты новые школы и библиотеки (часть фондов столичных библиотек была выделена на укомплектование провинциальных библиотек). Увеличение расходов на образование и культуру позволило закупить дополнительное количество книг для библиотечной системы. Среди директоров библиотеки в сандинистском десятилетии был Лисандро Чавес Альфаро. К концу 1980-х годов фонды библиотеки насчитывали 300 тыс. единиц хранения.
25 февраля 1990 года президентом страны стала Виолета Барриос де Чаморро, при поддержке США начавшая политику неолиберальных реформ. Государственные расходы (в том числе, расходы на образование, науку и культуру) были сокращены. В 2003 году фонды библиотеки насчитывали 80 тыс. единиц хранения.
В ноябре 2021 года фонды библиотеки насчитывали более 90 тыс. книг, а также 5 тыс. рукописей и других документов (в том числе, архив Рубена Дарио).